# Sông Chindwin
Sông Chindwin (tiếng Myanmar chuyển ngữ: Chindwin Myit) là một dòng sông ở Myanmar và là chi lưu lớn nhất của sông Ayeyarwady. Sông có chiều dài 1207 km. Nguồn của sông này ở đỉnh Shwedaunggyi (trong dãy núi Kumon phía Bắc Myanmar) cao 1134 m so với mực nước biển. Sông Chidwin có các chi lưu lớn là sông Uyu (hợp với Chidwin ở gần thị trấn Homalin, Tây Bắc Myanmar), sông Uy, sông Myittha. Chindwin đổ vào Ayeyarwady tại điểm có tọa độ địa lý là 21°30′B 95°15′Đ / 21,5°B 95,25°Đ.
Do sông Chindwin thường chảy giữa các hẻm và thung lũng cao với rừng rậm bao phủ, nên việc tiếp cận dòng sông này không dễ và vì thế nó chưa được khai thác nhiều. Sông này cùng dãy núi cao phía Tây của nó là bức thành tự nhiên của Myanmar.